# Примавера Роза
Примавера Роза (итал. Primavera Rosa) — шоссейная однодневная велогонка, проходившая по территории Италии с 1999 по 2005 год.

## История
Гонка была создана в 1999 году и сразу вошла в календарь Женского мирового шоссейного кубка UCI, в котором просуществовала на протяжении всей своей истории до 2005 года.
Маршрут гонки проходил в регионе Лигурия. Она стартовала Варацце и финишировала центре Сан-Ремо на знаменитой улице на Виа Рома. Дистанция повторяла последние 118 км мужской однодневной гонки Милан — Сан-Ремо, включая подъёмы Чипресса (5,6 км, средней 4,1% и максимальный 9%) и Поджио (3,7 км, средней 3,7% и максимальный 8%). Гонка проводилась в тот же день, что и мужская, но незадолго до неё.
В 2006 году изначально запланированная гонка была отменена и больше не проводилась.
Организатором являлась компания RCS Sport. Дословно название гонки переводится как Розовая весна: от primavera с итал. — «весна» и rosa с итал. — «розовый», основного цвета газеты La Gazzetta dello Sport принадлежащей RCS MediaGroup.

## Призёры
| Год  | Победитель       | Второй               | Третий          |
| ---- | ---------------- | -------------------- | --------------- |
| 1999 | Сара Феллони     | Габриэлла Преньолато | Хантал Белтман  |
| 2000 | Диана Жилюте     | Ина-Йоко Тойтенберг  | Джованна Тролди |
| 2001 | Сюзанн Юнгског   | Мирьям Мельхерс      | Сара Феллони    |
| 2002 | Мирьям Мельхерс  | Диана Жилюте         | Хантал Белтман  |
| 2003 | Зульфия Забирова | Регина Шляйхер       | Рошелль Гилмор  |
| 2004 | Зульфия Забирова | Мирьям Мельхерс      | Ойнон Вуд       |
| 2005 | Трикси Воррак    | Николь Кук           | Ойнон Вуд       |